# Barrio Mexicapan
Barrio Mexicapan är en ort i Mexiko.   Den ligger i kommunen Texcalyacac och delstaten Mexiko, i den sydöstra delen av landet, 50 km sydväst om huvudstaden Mexico City. Barrio Mexicapan ligger 2 585 meter över havet och antalet invånare är 332.
Terrängen runt Barrio Mexicapan är kuperad åt sydost, men åt nordväst är den platt. Runt Barrio Mexicapan är det tätbefolkat, med 266 invånare per kvadratkilometer. Närmaste större samhälle är Metepec, 17,2 km nordväst om Barrio Mexicapan. I omgivningarna runt Barrio Mexicapan växer i huvudsak blandskog.